# Чайлд-Вильерс, Виктор Альберт, 7-й граф Джерси
Виктор Альберт Джордж Чайлд Вильерс, 7-й граф Джерси (англ. Victor Albert George Child Villiers, 7th Earl of Jersey; 20 марта 1845 — 31 мая 1915) — британский банкир, консервативный политик и колониальный администратор из семьи Вильерсов. Он занимал пост губернатора Нового Южного Уэльса с 1891 по 1893 год.
Титулы: 7-й граф Джерси (с 24 октября 1859 года), 10-й виконт Грандисон из Лимерика, графство Литрим (с 24 октября 1859), 7-й виконт Вильерс из Дартфорда, графство Кент (с 24 октября 1859), 7-й барон Вильерс из Ху, графство Кент (с 24 октября 1859 года).

## Происхождение и образование
Лорд Джерси родился 20 марта 1845 года на Беркли-сквер в Лондоне . Сын Джорджа Чайлда Вильерса, 6-го графа Джерси (1808—1859), и Джулии Пиль (1821—1893), дочери премьер-министра сэра Роберта Пиля, баронета. Он получил образование в Итоне и Баллиол-колледже в Оксфорде . Он унаследовал графство в октябре 1859 года в возрасте 14 лет после смерти своего отца, который сменил своего отца всего тремя неделями ранее. Он стал основным владельцем семейной банковской фирмы Child & Co.

## Политическая карьера
Лорд Джерси служил лордом в ожидании (правительственным кнутом в Палате лордов) в 1875—1877 годах в консервативной администрации Бенджамина Дизраэли. Он вернулся в правительство в 1889 году, когда лорд Солсбери назначил его генеральным казначеем, которым он оставался до 1890 года. В последнем году он был приведен к присяге в Тайном совете и стал кавалером Большого креста ордена Святых Михаила и Георгия (GCMG).
В августе 1890 года лорд Джерси был назначен губернатором Нового Южного Уэльса. Он прибыл в Австралию, чтобы занять свою должность в январе 1891 года. Согласно Австралийскому биографическому словарю, во время его правления не было серьезных политических трудностей. Сэр Генри Паркс описал его как «любезного и благонамеренного», но «очень занятого своей семьей». Он «не преуспел как оратор». Он был официальным хозяином Австралийского национального съезда 1891 года в Сиднее. Джерси подал в отставку уже в ноябре 1892 года, сославшись на неотложные деловые дела. Это не понравилось Управлению по делам колоний в Лондоне. Лорд Солсбери думал, что граф Джерси обнаружил, что в его офисе «меньше индивидуальной власти, чем он предполагал». Сам лорд Джерси писал министру по делам колоний: «Обязанности и ответственность губернатора в наши дни вряд ли можно назвать серьезными, поскольку они носят в основном социальный характер». Он покинул Австралию в марте 1893 года.
Лорд Джерси представлял Соединенное Королевство на Колониальной конференции 1894 года в Оттаве, Онтарио, Канада. Он также действовал в качестве генерального агента Нового Южного Уэльса в Лондоне в период с 1903 по 1905 год и благодаря своим связям с банковскими учреждениями помогал государству в переговорах по кредиту. Он повторно посетил Австралию в 1905 году, и премьер-министр Австралии Альфред Дикин рассматривал возможность назначения его первым Верховным комиссаром Австралии в Лондоне, хотя из этого ничего не вышло.
Одним из крестных родителей лорда Джерси была королева Виктория. Королева приняла свою роль в знак дружбы с Робертом Пилом, премьер-министром, дедушкой лорда Джерси (его матерью, 6-й графиней, была Джулия Пиль).

## Другие государственные назначения
18 июня 1875 года граф Джерси был назначен почетным полковником 1-го Гламорганширского артиллерийского добровольческого полка. Лорд Джерси был лордом-лейтенантом Оксфордшира с 1877 года, а с 1885 года также занимал должность заместителя лейтенанта Уорикшира и мирового судьи Уорикшира и Оксфордшира. Он был генеральным казначеем с 1889 по 1890 год. В 1894 году его отправили в Оттаву, чтобы он выступал в качестве представителя британского правительства на Колониальной конференции 1894 года.
С 1896 по 1905 год он был председателем Комиссии легкорельсового транспорта. Он был удостоен звания кавалера Большого креста ордена Бани в честь дня рождения 1900 года.

## Масонство
Будучи масоном, он был посвящен в это ремесло 25 октября 1865 года в ложе № 357 Университета Аполлона в возрасте 20 лет. В декабре 1865 года он был принят в ложу Черчилля № 478, а в феврале 1866 года он был воспитан в своей материнской ложе. В 1870 году он был назначен старшим великим смотрителем Объединенной Великой Ложи Англии и прослужил там год. В 1885 году он был назначен провинциальным Великим Магистром Оксфордшира. Когда он стал губернатором Нового Южного Уэльса, он стал членом Ионической ложи № 65. 11 июня 1891 года он был назначен Великим Магистром Великой Ложи Нового Южного Уэльса.

## Семья

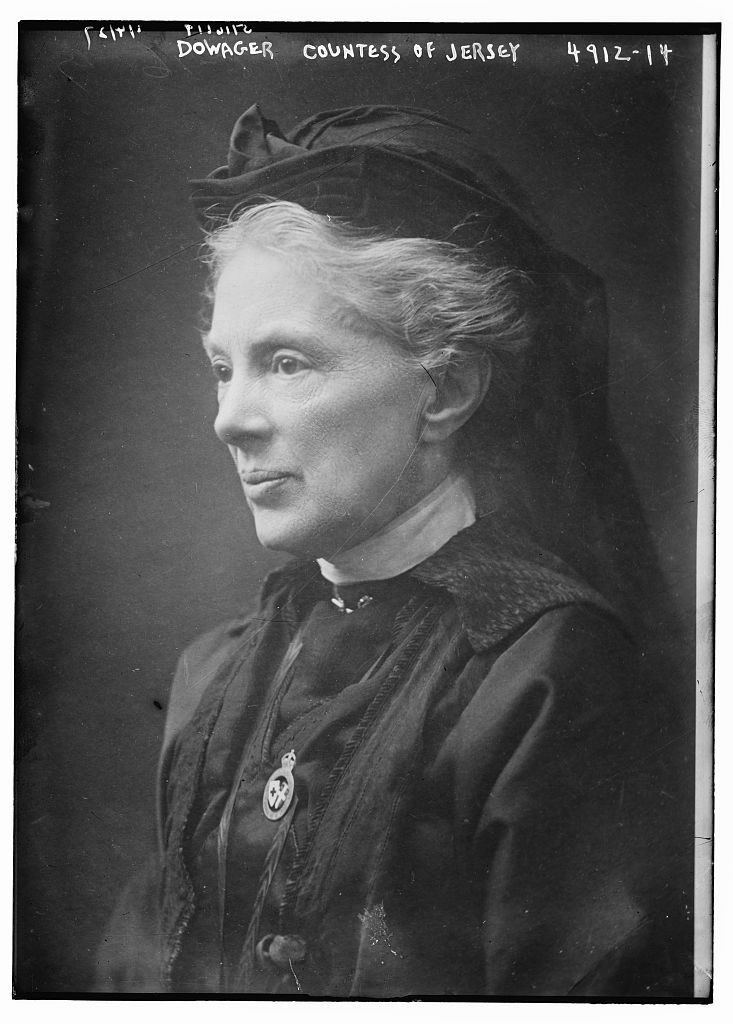
Маргарет Чайлд Вильерс, графиня Джерси, 1919 год

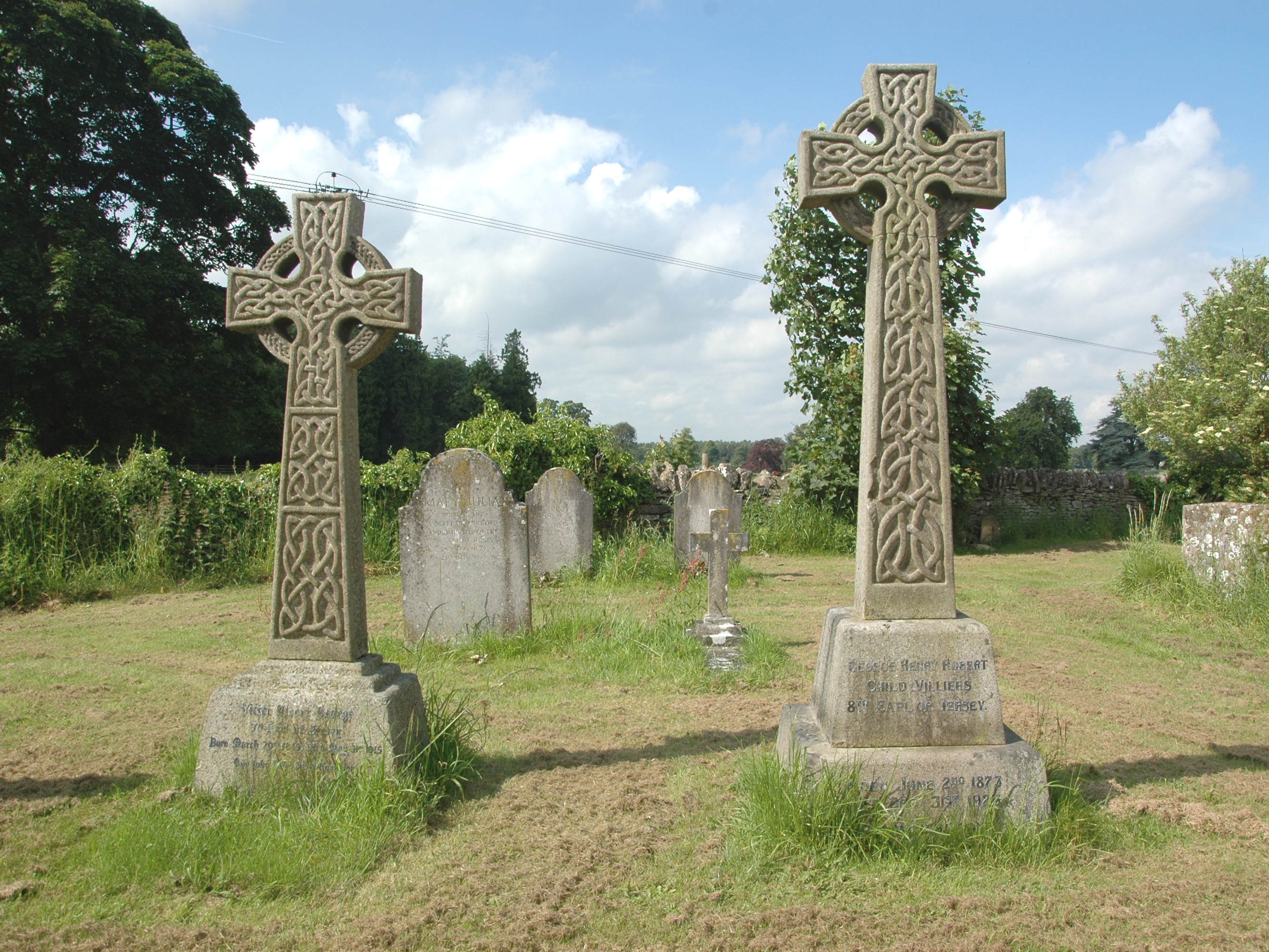
Могилы 7-го (слева) и 8-го (справа) графов Джерси на приходском кладбище Всех Святых, Миддлтон-Стоуни, Оксфордшир.

19 сентября 1872 года лорд Джерси женился на достопочтенной Маргарет Элизабет Ли (29 октября 1849 — 22 мая 1945), дочери Уильяма Генри Ли, 2-го барона Ли (1824—1905), и леди Кэролайн Амелии Гросвенор. У них было шестеро детей:
- Джордж Генри Роберт Чайлд Вильерс, 8-й граф Джерси (2 июня 1873 — 31 декабря 1923), старший сын и преемник отца.
- Леди Маргарет Чайлд Вильерс (24 апреля 1874 — 24 апреля 1874), умерла в младенчестве.
- Леди Маргарет Чайлд Вильерс (8 октября 1875 — 1 апреля 1959), в 1898 году вышла замуж за Уолтера Райса, седьмого барона Дайневора.
- Леди Мэри Джулия Чайлд Вильерс (26 мая 1877 — 21 ноября 1933), вышла замуж за Томаса Пакенхэма, 5-го графа Лонгфорда
- Леди Беатрис Чайлд Вильерс (12 октября 1880 — 30 мая 1970), вышла замуж за Эдварда Планкетта, 18-го барона Дансени.
- Достопочтенный Артур Джордж Чайлд Вильерс (24 ноября 1883 — 7 мая 1969), участник Первой мировой войны, не женат.

Перенесший инсульт в 1909 году, лорд Джерси умер в Остерли-Парке, Мидлсекс, в мае 1915 года в возрасте 70 лет. Ему наследовал графский титул его старший сын Джордж. Графиня Джерси пережила своего мужа на 30 лет и умерла в Миддлтон-парке, Оксфордшир, в мае 1945 года в возрасте 95 лет.